# Səbirə Əliyeva
Səbirə Əliyeva –también escrito como Sabira Aliyeva– (25 de septiembre de 1995) es una deportista azerbaiyana que compite en lucha libre. Ganó una medalla de bronce en el Campeonato Europeo de Lucha de 2018, en la categoría de 76 kg.

## Palmarés internacional
| Campeonato Europeo | Campeonato Europeo | Campeonato Europeo | Campeonato Europeo |
| Año                | Lugar              | Medalla            | Categoría          |
| ------------------ | ------------------ | ------------------ | ------------------ |
| 2018               | Kaspisk (Rusia)    | Medalla de bronce  | 76 kg              |